# Caserío Arrillaga Haundi
El caserío Arrillaga Haundi de Usúrbil (Guipúzcoa, España) es un compacto edificio de planta rectangular que se presenta con dos plantas y desván, con alzados laterales asimétricos dadas sus condiciones de emplazamiento, sobre un terreno con una gran diferencia de cotas entre la fachada sur y la norte. 
Actualmente tanto la planta baja como la primera tienen acceso directo al exterior. La edificación se apareja en mampostería y presenta dos fachadas con entramado de madera. Se emplea la sillería en tres esquineras y encuadres de varios de sus vanos. La cubierta es a tres aguas con cobertura de teja cerámica.

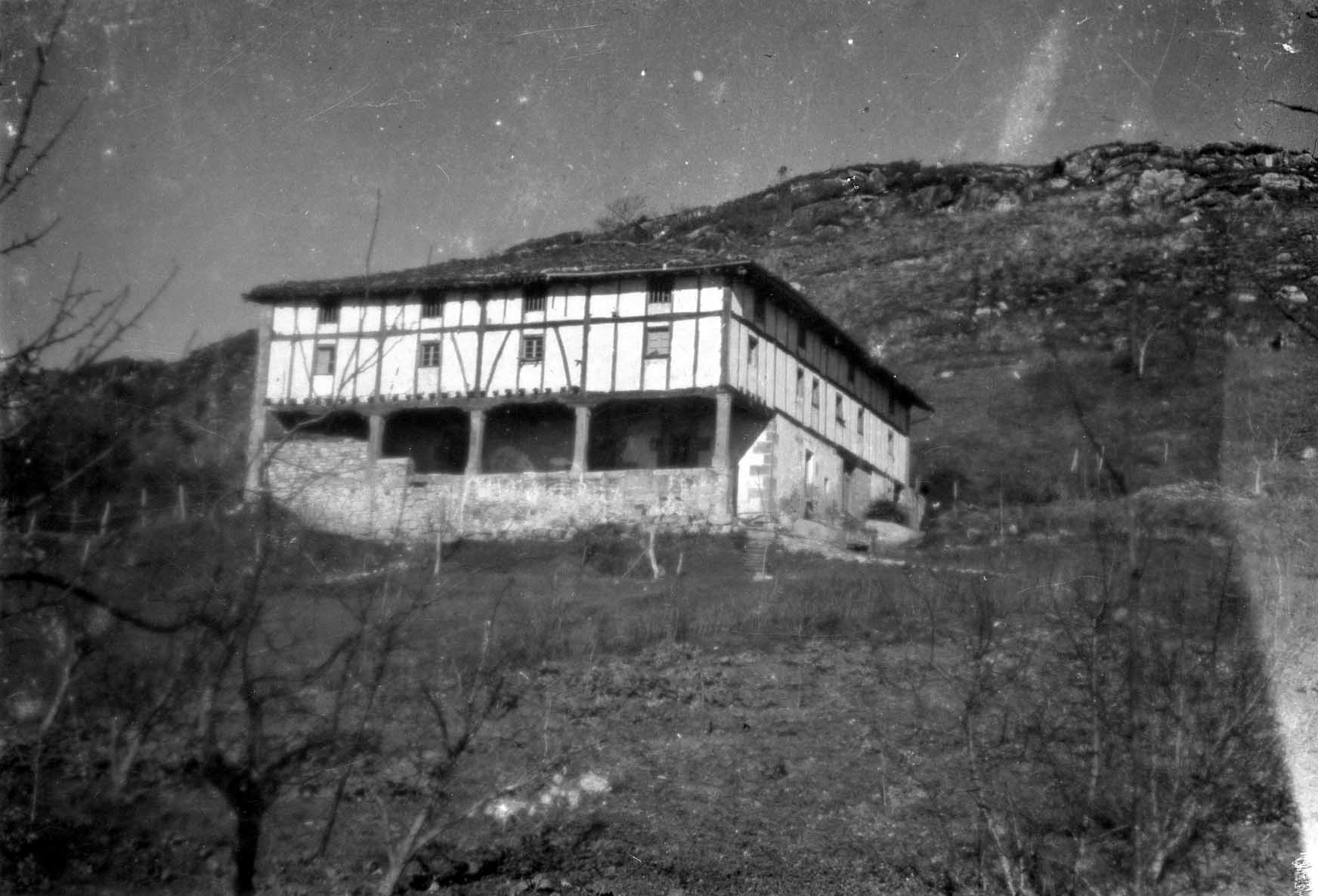
Foto tomada por Indalecio Ojanguren

## Fachadas
El caserío orienta su fachada principal hacia el sur, levantada sobre pilares de piedra arenisca que asientan sobre muro de mampostería de aparejo gótico, conformando una galería que mira hacia el valle, en origen abierta y actualmente parcialmente cegada. Las vigas sobre las que asienta la estructura de entramado se disponen sobre los cuatro pilares de piedra, y el muro oeste que cierra la parte izquierda de la galería. A la galería se accede por la parte derecha, fachada este, desde donde tras una breve escalinata se abre la puerta de acceso al núcleo de escaleras, al vestíbulo y la cocina. El muro que define esta segunda línea de crujías en el plano interior de la galería presenta esquinales en sillería y una antigua ventana que hoy sirve como puerta. Salvo en un único tramo en la parte derecha, en la actualidad, los pórticos de la galería presentan cierres con huecos desiguales que afean la composición de la fachada y desfiguran la forma original del pórtico. Las plantas superiores se cierran con entramado hoy en día oculto por el revoco, este entramado se conserva, es simétrico y se compone, esencialmente de piezas verticales, existiendo también diagonales. Sobre esta fachada, orientada hacia la ría, cae una de las aguas del tejado con alero volado con canes de madera. La carpintería de los vanos es de madera, y en primera planta el hueco derecho lleva una pequeña repisa con molduras.
Actualmente la fachada se encuentra desdibujada al encontrarse parcialmente cegada la galería, ocultándose la composición del entramado y existir una chabola adosada al muro sobre el que se asientan los pilares de piedra de la galería. 
La fachada norte es la trasera del caserío y está adosada al terreno, presentando acceso directo a la primera planta. Esta fachada es toda ella de mampostería con vanos recercados en sillar, tres en la primera planta y tres en la parte del desván. En la planta primera hay otros dos vanos y una puerta corrediza de acceso al pajar, son huecos posteriores. La parte superior del hastial es abierta y presenta una pieza en forma de horquilla invertida con una talla representando un rostro que recuerda por su forma un mascarón de proa de un barco. La pieza lleva una inscripción con el año 1740 y la cabeza de la cumbrera que asienta sobre ella lleva decoración de rollo y sogueado al modo barroco, están tallados de la misma forma el resto de los canes sobre los que vuela la cubierta.
La fachada oeste queda oculta parcialmente desde el exterior por los anexos de bloques de hormigón. Es una fachada de fábrica de aparejo bastante regular, con partes de piedra en sillería. Los vanos se resuelven en sillar en todas las plantas. Destaca una saetera y dos puerta adinteladas en la planta baja. La planta baja solo se puede observar desde el interior de los anexos.
La fachada este presenta dos accesos a la cuadra y vanos de desigual distribución. El muro de la planta baja es de mampostería, levantándose sobre él un paramento de entramado actualmente oculto por el revoco, basado en postes verticales que llevan tornapuntas de lira en la parte superior.

## Interior
En el interior, el caserío presenta una distribución con la cocina y cuadra en la planta baja, ampliadose el espacio de cuadra y almacén a costa del pórtico y por medio de los anexos en la fachada oeste. En la primera planta se dispone la zona residencial que se organiza a los lados de un pasillo paralelo a la fachada este, con dependencias principales (comedor, habitaciones principales) hacia la fachada o exterior y dormitorios hacia el interior. El pajar ocupa la mayor parte de la superficie de la planta primera, quedando a la vista la magnífica estructura barroca con postes de gran escuadría, con tornapuntas en lira y sobre estos las vigas maestras que sustentan la soliveria. En las piezas de madera se aprecian claramente las marcas de la numeración que llevan todas las piezas de carpintería para facilitar el montaje de la estructura y las uniones mediante pasadores. Destaca la magnífica escalera con balaustres y pilarotes de madera torneada con remates de bolas. Hay una escalera muy simple para subir al desván, con tablones sobre las zancas a modo de escalones. En la bajocubierta se dispone una cuarta parte de la superficie con un cierre para albergar y aislar productos agrícolas del resto de la planta. Es en esta planta donde la magnífica estructura barroca se manifiesta en su máxima expresión quedando a la vista el complejo armazón conformado por los postes, tornapuntas de lira y vigas, que sustentan los cabríos y correas.
Interiormente se ordena con cuatro crujías. Todos los apoyos y elementos de estructura y modulación de planta baja son muros o pilares de piedra, mientras la estructura de los pisos superiores es de pies derechos que soportan jácenas y la solivería de madera. Destaca excepcionalmente la estructura de la cubierta a tres aguas. Los forjados se disponen en eje este-oeste, salvo el cuerpo que corresponde al pórtico que tiene una orientación contraria.